# نسترن ملکی
نسترن ملکی آدرانی (زاده ۲ دی ۱۳۶۷ - تهران) تکواندوکار اهل کشور ایران است.
از افتخارات وی می‌توان به کسب مدال نقره پومسه انفرادی در مسابقات تکواندو جهان ۲۰۰۸، مدال نقره
پومسه تیمی در مسابقات تکواندو جهان ۲۰۱۰، مدال طلا پومسه تیمی در مسابقات تکواندو آسیا ۲۰۱۰، مدال نقره پومسه تیمی در مسابقات پومسه دانشجویان جهان ۲۰۱۰، مدال نقره پومسه تیمی در مسابقات دانشجویان جهان ۲۰۱۱، دو مدال برنز پومسه تیمی و انفرادی در مسابقات تکواندو آسیا ۲۰۱۲، مدال طلا پومسه تیمی و مدال برنز پومسه انفرادی در مسابقات تکواندو جهان ۲۰۱۲، دو مدال نقره پومسه انفرادی و تیمی در مسابقات پومسه دانشجویان جهان ۲۰۱۲ و مدال طلا پومسه تیمی و انفرادی در بازی‌های همبستگی کشورهای اسلامی ۲۰۱۳ اندونزی اشاره کرد.